# Kroppkaka
Le kroppkaka (pluriel : kroppkakor) est une boulette de pommes de terre bouillie traditionnelle suédoise. La farce est composée d'oignons et de porc ou de lard. Les pommes de terre, la farine de blé, l'oignon, le sel et la viande (le porc haché) sont des ingrédients courants dans les kroppkakor. Ils sont très similaires au raspeball norvégien, au cepelinai lituanien et au Klöße allemand.

## Caractéristiques
Les kroppkakor sont servis avec du beurre ou une moitié de beurre, de la confiture d'airelles ou de la sauce blanche. Le lard frit non fumé est également souvent consommé avec cette boulette. Il existe quelques variantes régionales de la recette, notamment en ce qui concerne les proportions de pommes de terre bouillies et crues. Les épices sont très présentes dans certaines variantes. Les kroppkakor sont principalement consommés dans les landskap (provinces) du sud de la Suède, à savoir Öland, Småland, Gotland et Blekinge.
Le plat est très différent d'une région à l'autre. À Blekinge, les kroppkakor sont appelés « kroppkakor gris » et sont composés presque exclusivement de pommes de terre crues et d'un tout petit peu de pommes de terre bouillies. Dans le Öland, les kroppkakor sont fabriqués à partir de pommes de terre crues et d'un peu de pommes de terre bouillies. Dans le Småland, les kroppkakor sont composés principalement de pommes de terre bouillies et d'un peu de pommes de terre crues et dans le Gotland, les kroppkakor sont composés uniquement de pommes de terre bouillies.
Dans les régions de Blekinge et d'Öland, les kroppkakor sont fourrés de différentes sortes de farces, comme l'anguille et les oiseaux de mer qui, dans le passé, étaient surtout consommés par les pauvres car ils pouvaient pêcher l'anguille ou chasser les oiseaux de mer. Mais la garniture la plus courante est le porc.